# Імені Алдашбай-ахуна
імені Алдашба́й-аху́на (каз. Алдашбай Ахун ат.а.) — село у складі Кармакшинського району Кизилординської області Казахстану. Адміністративний центр та єдиний населений пункт сільського округу імені Алдашбай-ахуна.
У радянські часи село називалось Тюпбогет або Карла Маркса.
Населення — 727 осіб (2021; 927 у 2009, 947 у 1999).